# Sovereign Base Areas Police

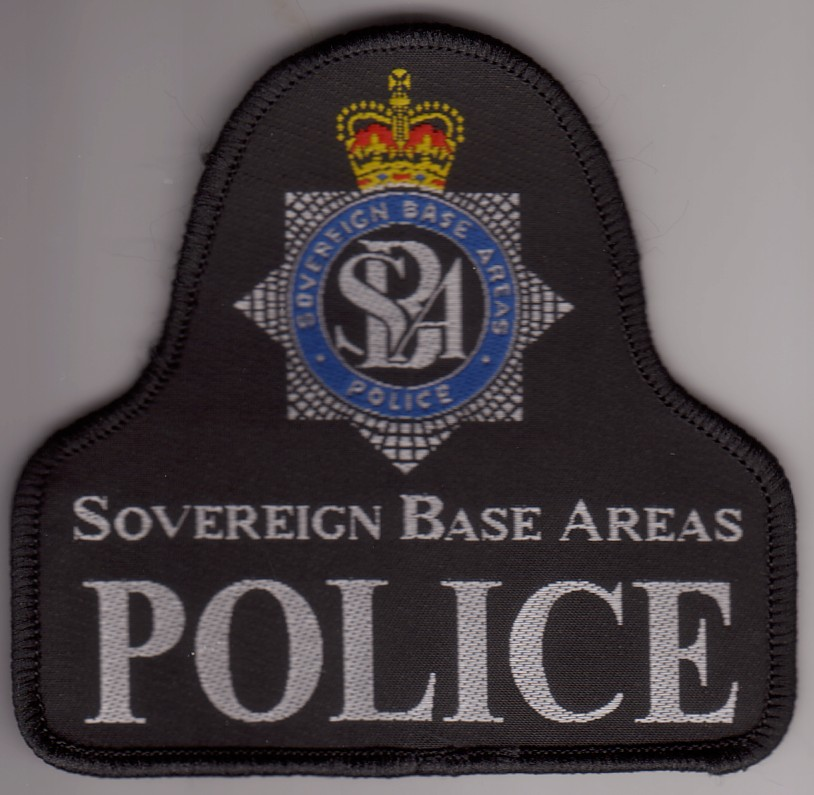
Abzeichen der SBA Police

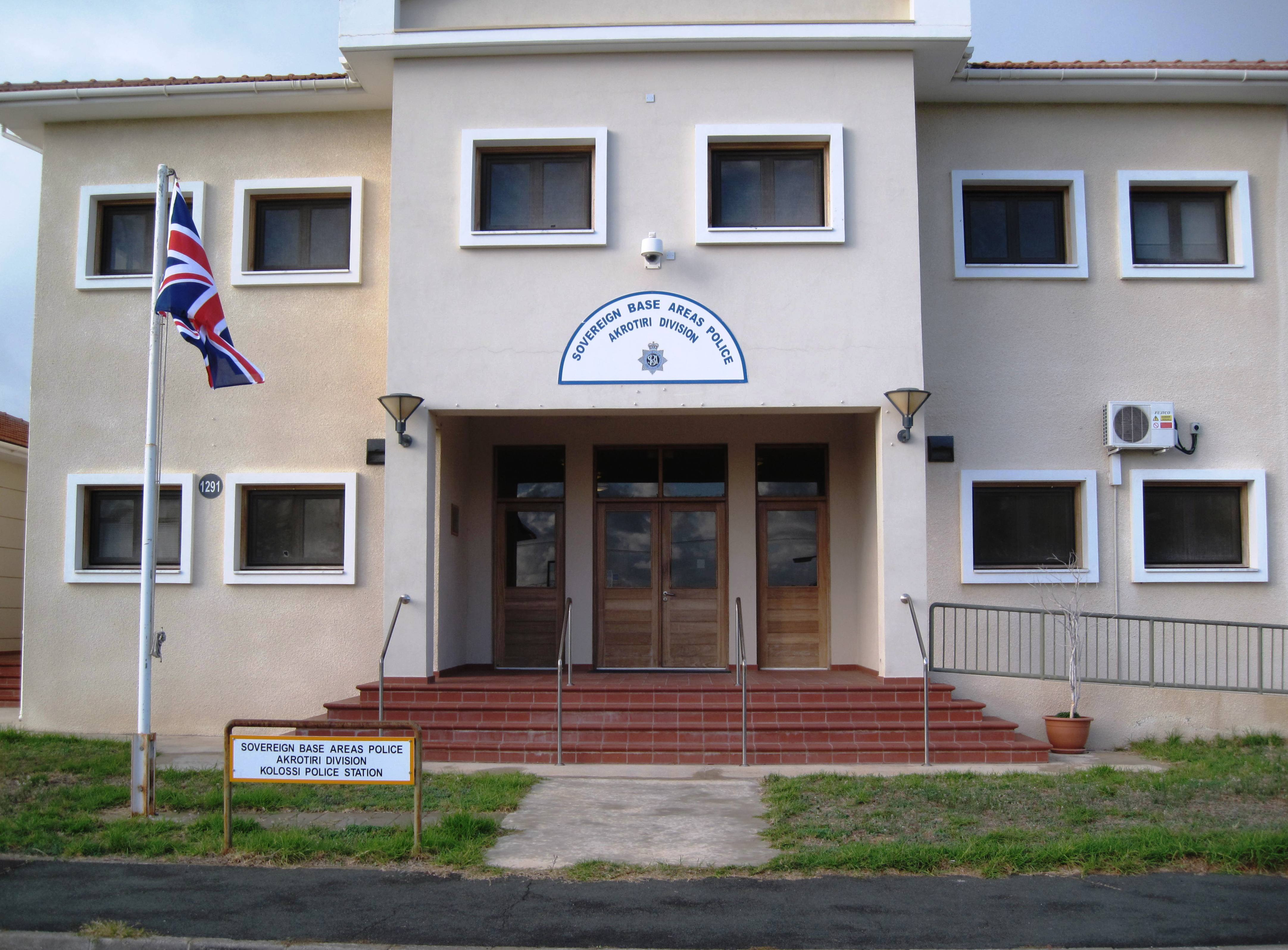
Polizeistation der SBA Police

Die Sovereign Base Areas Police (kurz SBA Police) ist eine britische Polizeieinheit, die für den Schutz der britischen Armeestützpunkte Akrotiri und Dekelia auf Zypern zuständig ist.
Die Polizeieinheit wurde 1960 gegründet und ist für den Schutz der Anlagen sowie des Militärpersonals und ihrer Angehörigen zuständig. Derzeit sind bei ihr 253 Personen, davon 12 Zivilangestellte, tätig. Die Base Areas Police verfügt über drei Polizeistationen und ein eigenes Gefängnis in Dekelia sowie über eine Hundestaffel. Sie ist kein Teil der Royal Military Police und rekrutiert sich aus Beamten der Zivilpolizei, ist aber dem Verteidigungsministerium unterstellt.